# Aristea
Aristea ist eine Pflanzengattung in der Familie der Schwertliliengewächse (Iridaceae). Sie wird deutsch auch Grannenlilien genannt. Das Verbreitungsgebiet der etwa fünfzig Aristea-Arten liegt in Afrika südlich der Sahara (Sub-Sahara).

## Beschreibung
Von der Keimung des Samenkornes bis zur Blühreife dauert es etwa drei Jahre.

### Erscheinungsbild und Laubblätter
Aristea-Arten wachsen als immergrüne, ausdauernde krautige Pflanzen, die Horste bilden. Es werden kurze bis lange Rhizome als Überdauerungsorgane gebildet. Der einfache oder verzweigte Stängel weist einen rundlichen, abgeflachten oder stark geflügelten Querschnitt auf und besitzt nur ganz oben ein Blatt oder zusätzlich im unteren Bereich reduzierte Blätter. Die zweireihig und grundständig angeordneten Laubblättern sind je nach Art mit einer Länge von 20 bis 90 cm relativ lang und schwertförmig oder lineal, selten stielrund.

### Blütenstände und Blüten
Die Blütezeit liegt meist zwischen Spätwinter und Sommer. Das einzige Hochblatt ist laubblattähnlich und grün oder teilweise bis vollkommen häutig bis trockenhäutig mit glattem oder unregelmäßig eingerissenem bis ausgefranstem Rand. Der Blütenstand besitzt die Form eines zweiteiligen Fächels (Rhiphidium), dabei stehen ein oder mehrere Blüten in zwei Gruppen. Die Deckblätter sind auch laubblattähnlich und grün oder teilweise bis vollkommen häutig bis trockenhäutig mit glattem oder unregelmäßig eingerissenem bis ausgefranstem Rand. Meist ist kein Blütenstiel vorhanden.

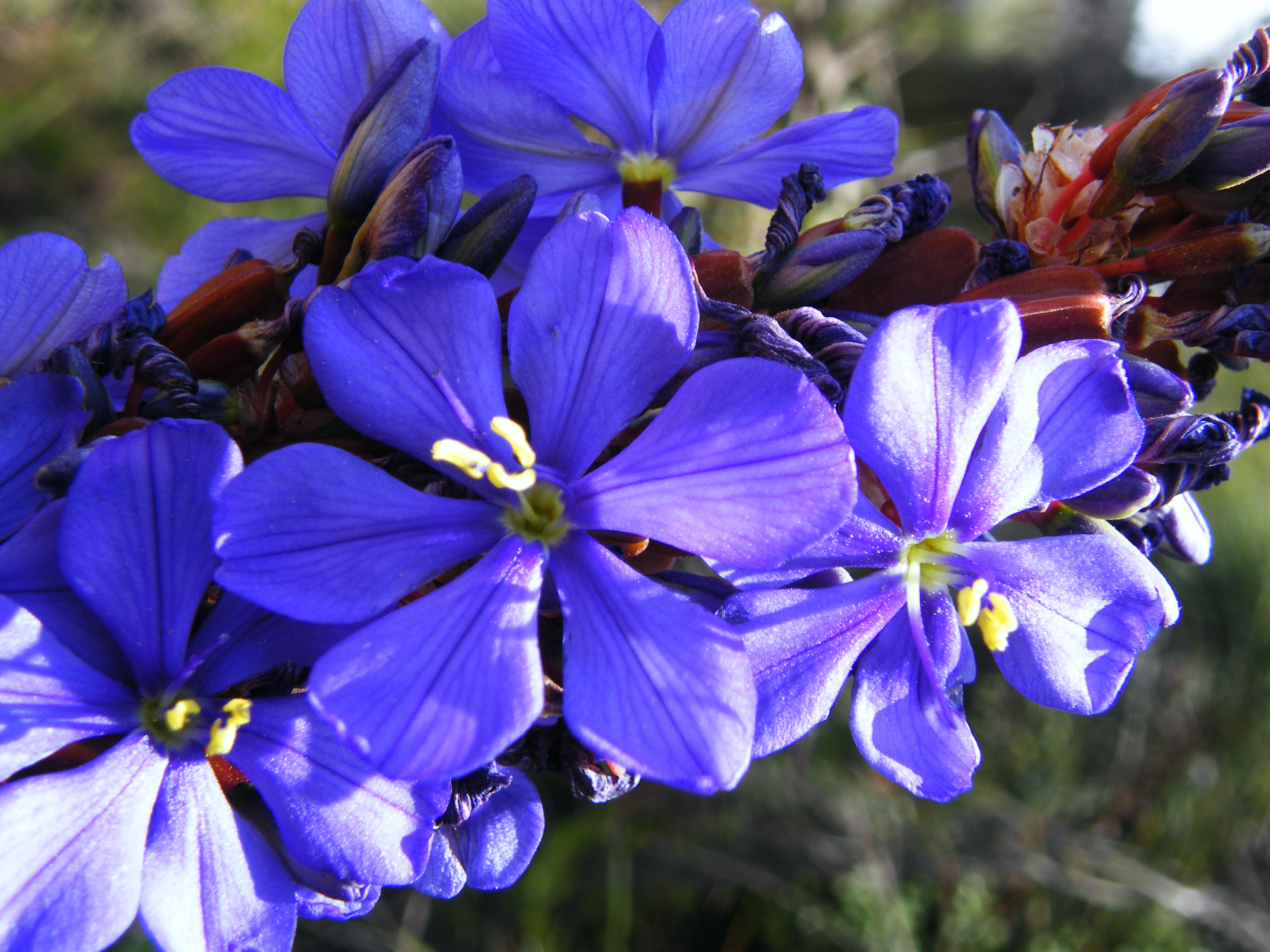
Ausschnitt eines Blütenstands von Aristea bakeri mit dreizähligen Blüten

Die relativ kurzlebigen Blüten vergehen schon während eines Tages. Die Blüten öffnen sich meist morgens und beginnen schon mittags oder am frühen Nachmittag zu welken. Die duftlosen, zwittrigen Blüten sind radiärsymmetrisch und dreizählig. Die sechs meist fast gleichgestaltigen, lanzettlichen bis eiförmigen, meist horizontal ausgebreiteten oder manchmal aufsteigenden Blütenhüllblätter sind auf einer Länge von etwa 0,5 bis 2 mm verwachsen und verdrehen sich beim Verwelken. Bei wenigen Arten sind die Blütenhüllblätter des äußeren Kreises deutlich kleiner. Die Farben der Blütenhüllblätter reichen von meist dunkelblau oder seltener purpur- oder malvenfarben, hellblau bis weiß, manchmal mit kontrastierenden Zeichnungen. Nektarproduktion ist nur bei einer Art nachgewiesen mit Nektarien, die sich an den Blütenhüllblättern befinden. Die 2 × 3 aufrechten, freien Staubblätter besitzen längliche bis lineale Staubbeutel. Drei Fruchtblätter sind zu einem unterständigen Fruchtknoten verwachsen. Der nicht genau auf der Spitze des Fruchtknotens stehende, dünne Griffel endet in einer sehr kurz dreigekerbten, dreiteiligen oder kurz dreilappigen Narbe, dabei können die Narbenlappen glatt oder gefranst sein.
Die Bestäubung erfolgt durch Blatthornkäfer (Scarabaeidae: Hopliini), die durch den Pollen angelockt werden.

### Früchte und Samen
Es ist ein sehr kurz bis deutlich erkennbarer Fruchtstiel vorhanden. Meist sind Reste der Blütenhüllblätter noch bei reifen Früchten vorhanden. Die eiförmigen bis länglichen oder zylindrischen Kapselfrüchte besitzen einen runden, leicht bis tief dreilappigen oder breit dreikantigen Querschnitt. Die dreifächerigen, loculicidalen Kapselfrüchte öffnen sich mit drei Klappen und enthalten einen oder zwei bis viele Samen. Die gerundeten oder kantigen Samen sind zylindrisch bis abgeflacht.

### Chromosomenzahlen
Die Chromosomengrundzahl beträgt x = 16.

## Vorkommen
Das Verbreitungsgebiet der etwa fünfzig Aristea-Arten im Afrika südlich der Sahara (Sub-Sahara) umfasst das tropische und Südliche Afrika sowie Madagaskar. Etwa 32 Arten sind in der Capensis beheimatet und etwa sieben Arten kommen auf Madagaskar vor. Auf dem afrikanischen Kontinent findet man Arten vom Senegal und Äthiopien bis zum Westkap.
Die meisten Arten gedeihen in Winterregengebieten. In den Winterregengebieten Südafrikas findet man die meisten Arten in Bergregionen am häufigsten in Sandstein-Habitaten (Kap-Faltengürtel) und dann blühen sie oft in Massen nach Feuern. In Sommerregengebieten des tropischen bis östlichen Südafrikas findet man sie am häufigsten im feuchten Hochland, auf Felsen oder in Sümpfen.

## Systematik
Die Gattung Aristea wurde 1789 durch William Aiton in Hortus Kewensis, 1, S. 67 aufgestellt. Ein Synonym für Aristea Ait. ist Cleanthe Salisb. Die Gattung Aristea gehört zur Unterfamilie Nivenioideae in der Familie Iridaceae.
Man gliedert die Gattung Aristea in drei Untergattungen: Aristea, Eucapsulares, Pseudaristea und einige Sektionen.

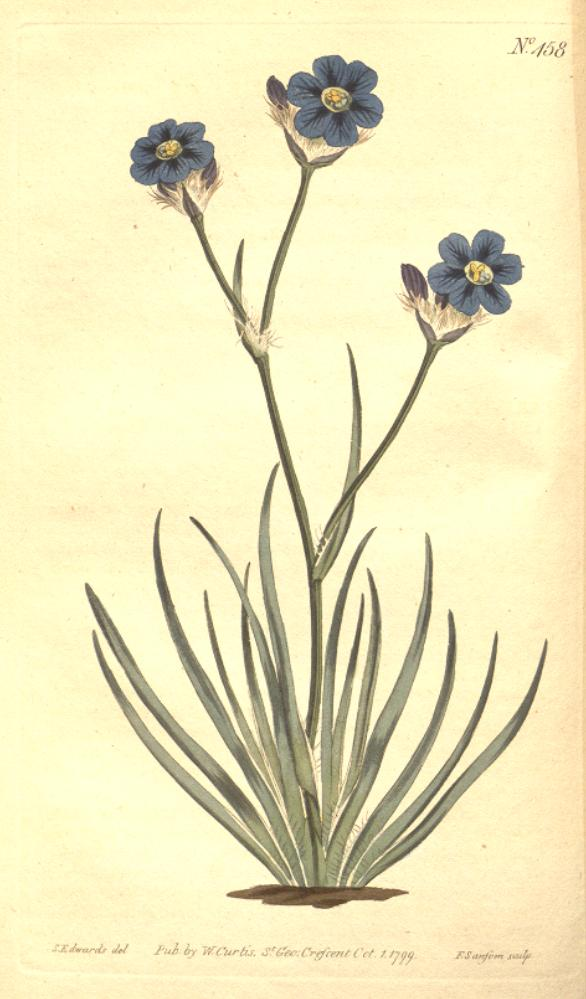
Illustration von Aristea africana, Syn.: Aristea cyanea

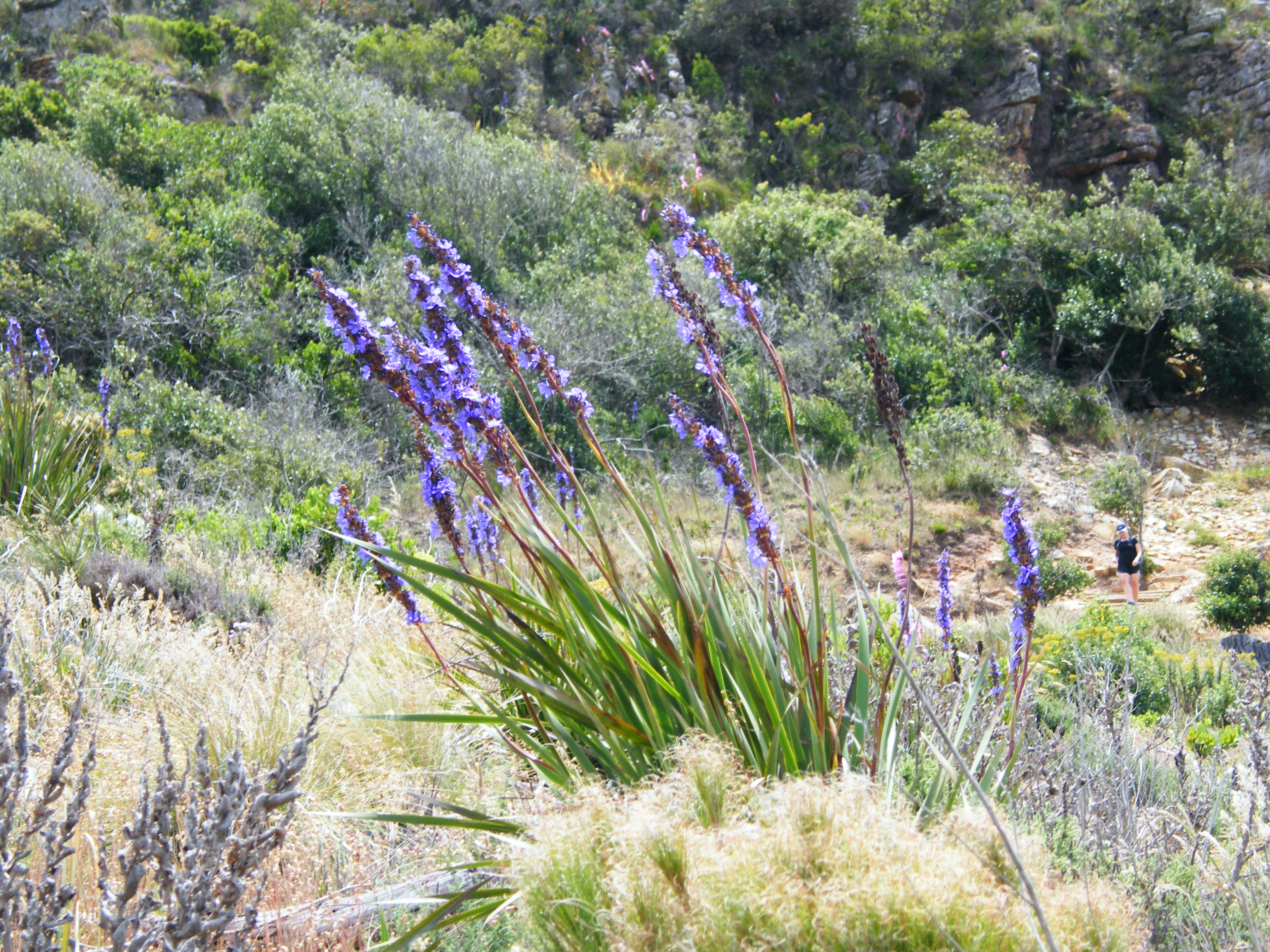
Habitus und Blütenstände von Aristea bakeri auf dem Tafelberg bei Kapstadt

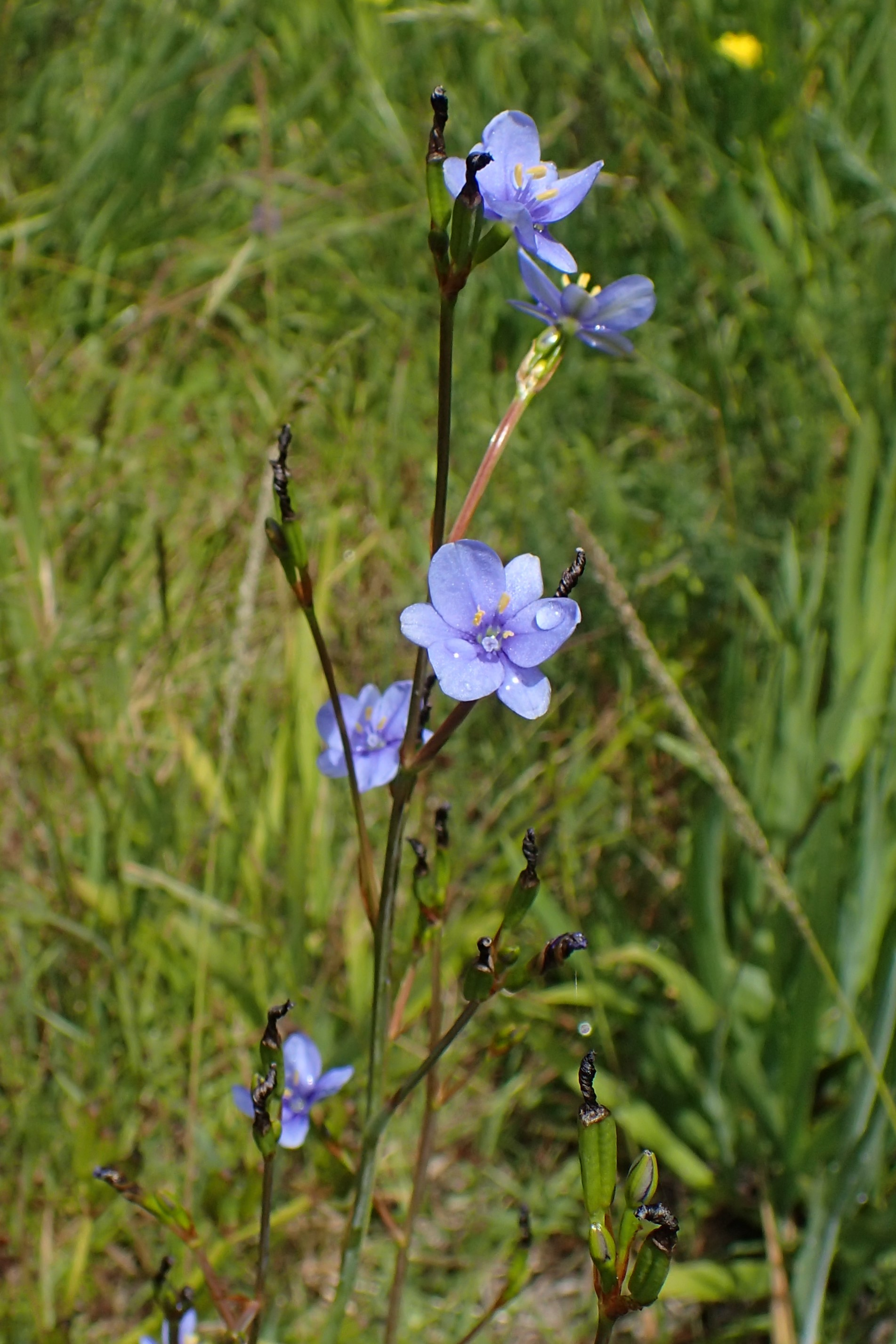
Aristea ecklonii

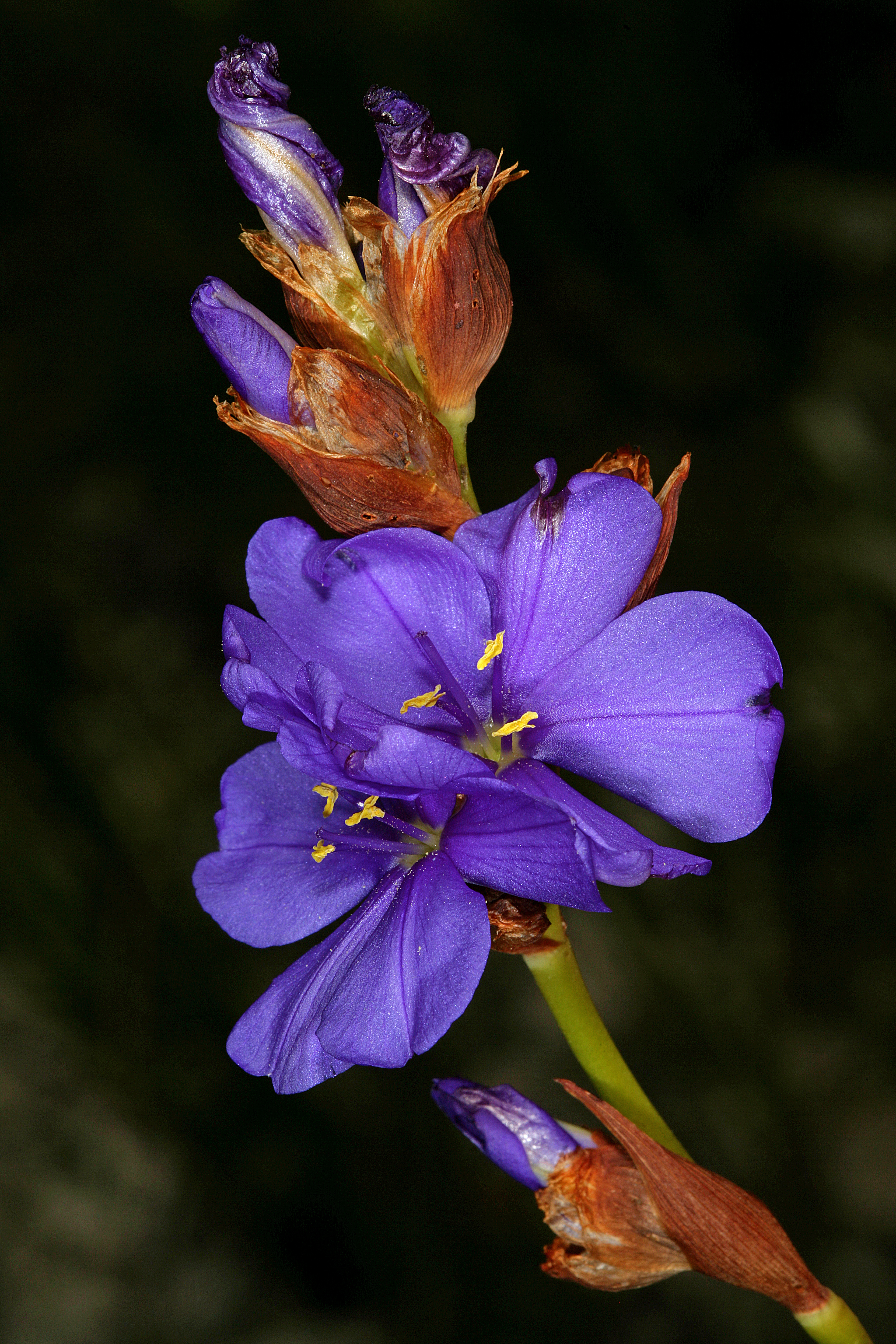
Aristea juncifolia

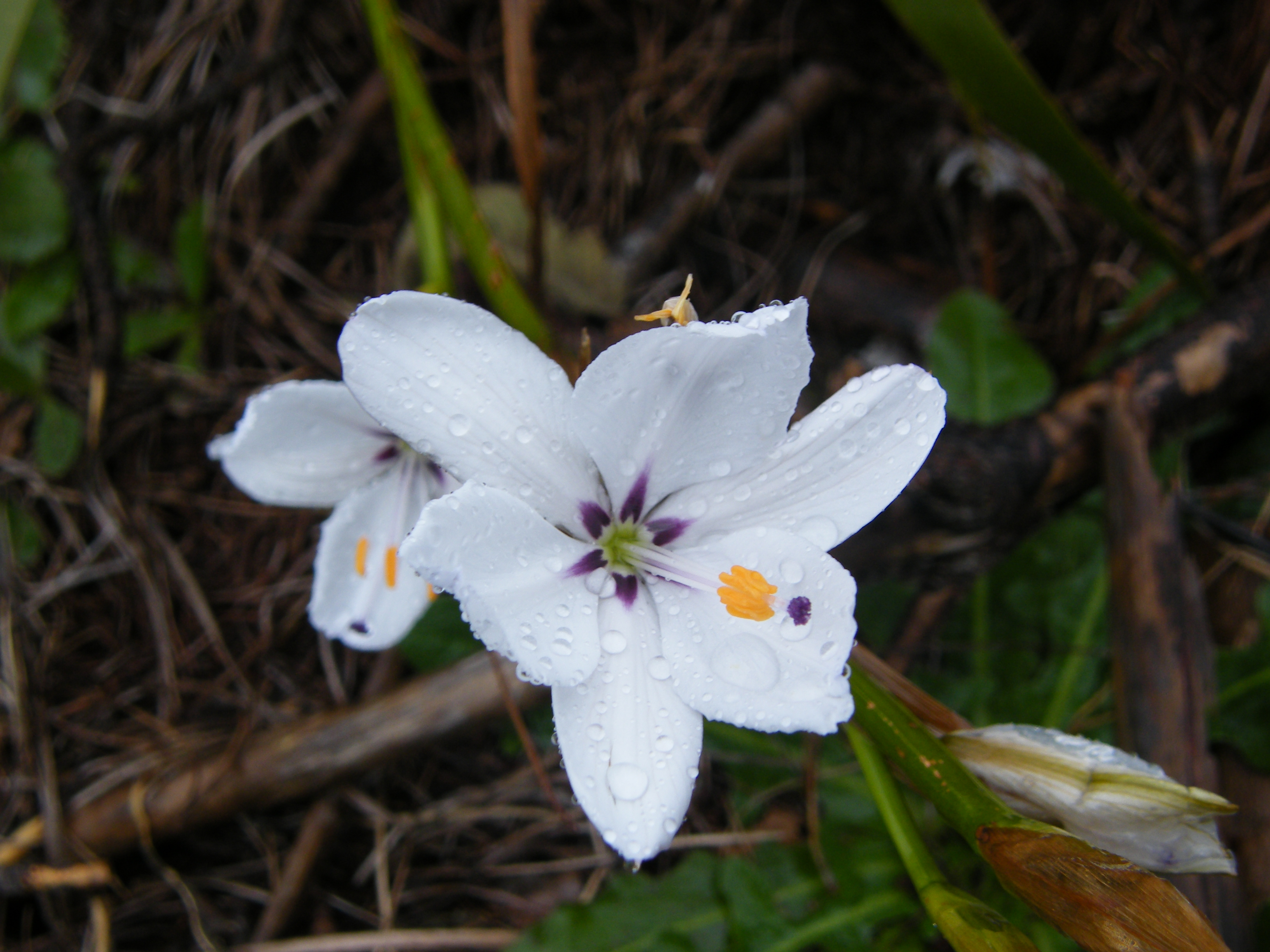
Blüte von Aristea spiralis

Die Gattung Aristea enthält etwa 50 Arten:
- Aristea abyssinica Pax: Das weite Verbreitungsgebiet reicht von Äthiopien und Kamerun bis zur Umgebung von Humansdorp (34° 2′ S / 24° 46′ O) im Ostkap.
- Aristea africana (L.) Hoffmanns. (Syn.: Aristea cyanea Aiton, Aristea eriophora Pers., Aristea lacera Stokes, Ixia africana L., Moraea africana (L.) Thunb.): Sie gedeiht in der Republik Südafrika von Giftberg bis Bredasdorp und Riversdale.
- Aristea alata Baker: Sie kommt in Äthiopien, Tansania, Uganda und Kenia vor.[3]
- Aristea anceps Eckl. ex Klatt: Sie kommt von Humansdorp bis Transkei vor.
- Aristea angolensis Baker: Sie kommt im tropischen und im südlichen Afrika in vier Unterarten vor.[3]
- Aristea angustifolia Baker: Sie ist in Madagaskar beheimatet.[3]
- Aristea bakeri Klatt: Das südafrikanische Verbreitungsgebiet reicht von Piketberg bis Port Elizabeth und Ostkap.
- Aristea biflora Weim.: Sie kommt im Renosterveld von Caledon bis Drayton vor.
- Aristea bracteata Pers.: Sie kommt von den Zederbergen (Cedarberg Mountains) bis Du Toit's Kloof vor.
- Aristea cantharophila Goldblatt & J.C.Manning, Heimat: Südafrika (Kap)[3]
- Aristea capitata (L.) Ker Gawl. (Syn.: Anomatheca capitata (L.) de Vriese, Aristea caerulea Vahl var. caerulea, Aristea major Andrews, Aristea spicata Pers., Aristea thyrsiflora (D.Delaroche) N.E.Br., Gladiolus capitatus L., Ixia thyrsiflora D.Delaroche, Moraea caerulea Thunb.), Heimat: Südafrika (Kap)[3]
- Aristea cistiflora J.C.Manning & Goldblatt, Heimat: Südafrika (Kap)[3]
- Aristea cladocarpa Baker: Sie ist in Madagaskar beheimatet.[3]
- Aristea compressa Buchinger ex Baker (Syn.: Aristea gerrardii Weim.): Sie kommt von Mosambik bis nach Südafrika (Kap) vor.[3]
- Aristea cuspidata Schinz: Sie kommt nur in der südwestlichen Kapprovinz vor.[3]
- Aristea dichotoma (Thunb.) Ker Gawl.: Südafrika (Kap).[3]
- Aristea djalonis A.Chev. ex Hutch.: Sie ist im tropischen Westafrika beheimatet.[3]
- Aristea ecklonii Baker: Sie kommt von Kamerun und Uganda bis Südafrika vor.[3]
- Aristea elliptica Goldblatt & A.P.Dold: Heimat: Südafrika (Kap).[3]
- Aristea ensifolia John Muir: Heimat: Südafrika (Kap)[3]
- Aristea fimbriata Goldblatt & J.C.Manning: Sie kommt nur auf felsigen Sandsteinhügeln auf Höhenlagen von 500 bis 800 Metern bei Piketberg vor.
- Aristea flexicaulis Baker: Sie ist in Südafrika beheimatet.[3]
- Aristea galpinii N.E.Br. ex Weim.: Sie kommt von Mpumalanga bis Eswatini vor.[3]
- Aristea glauca Klatt: Die Heimat ist die südwestliche Kapprovinz.[3]
- Aristea goetzei Harms: Sie ist in Tansania und Madagaskar beheimatet.[3]
- Aristea grandis Weim.: Sie kommt von Mpumalanga bis KwaZulu-Natal vor.[3]
- Aristea humbertii H.Perrier: Sie ist in Madagaskar beheimatet.[3]
- Aristea inaequalis Goldblatt & J.C.Manning, Heimat: Südafrika (Kap)[3]
- Aristea juncifolia Eckl. ex Baker: Die Heimat ist die südwestliche Kapprovinz.[3]
- Aristea kitchingii Baker: Sie ist in Madagaskar beheimatet.[3]
- Aristea latifolia G.J.Lewis: Die Heimat ist die südwestliche Kapprovinz.[3]
- Aristea lugens (L. f.) Steud.: Die Heimat ist die südwestliche Kapprovinz.[3]
- Aristea madagascariensis Baker: Sie ist in Madagaskar beheimatet.[3]
- Aristea montana Baker (Syn.: Aristea caerulea var. elongata Weim., Aristea caerulea var. robusta Weim.): Die Heimat ist das südliche Afrika.[3]
- Aristea monticola Goldblatt: Die Heimat ist die südwestliche Kapprovinz.[3]
- Aristea nana Goldblatt & J.C.Manning, Heimat: Südafrika (Kap)[3]
- Aristea nigrescens J.C.Manning & Goldblatt, Heimat: Südafrika (Kap)[3]
- Aristea nyikensis Baker: Das Verbreitungsgebiet reicht von Tansania bis zum südlichen tropischen Afrika.[3]
- Aristea oligocephala Baker: Die Heimat ist die südwestliche Kapprovinz.[3]
- Aristea palustris Schltr.: Die Heimat ist die südwestliche Kapprovinz.[3]
- Aristea parviflora Baker: Die Heimat ist die Kapprovinz.[3]
- Aristea pauciflora Wolley-Dod: Sie kommt nur auf der Kap-Halbinsel vor.
- Aristea platycaulis Baker: Die Heimat ist die südliche Kapprovinz.[3]
- Aristea polycephala Harms: Das Verbreitungsgebiet reicht von Tansania bis Mosambik.[3]
- Aristea pusilla (Thunb.) Ker Gawl.: Die Heimat ist die Kapprovinz.[3]
- Aristea racemosa Baker: Die Heimat ist die südwestliche Kapprovinz.[3]
- Aristea ranomafana Goldblatt: Sie ist in Madagaskar beheimatet.[3]
- Aristea recisa Weim.: Die Heimat ist die südwestliche Kapprovinz.[3]
- Aristea rigidifolia G.J.Lewis: Sie kommt nur auf Sandflächen von der Kap-Halbinsel bis zu den Hermanus-Bergen vor.
- Aristea rupicola Goldblatt & J.C.Manning, Heimat: Südafrika (Kap)[3]
- Aristea schizolaena Harv. ex Baker: Die Heimat ist die südliche Kapprovinz bis KwaZulu-Natal.[3]
- Aristea simplex Weim.: Die Heimat ist die südwestliche Kapprovinz.[3]
- Aristea singularis Weim.: Sie kommt nur in Südafrika in den Pakhuis Mountains vor.
- Aristea spiralis (L. f.) Ker Gawl.: Die Heimat ist die südwestliche Kapprovinz.[3]
- Aristea teretifolia Goldblatt & J.C.Manning, Heimat: Südafrika (Kap)[3]
- Aristea torulosa Klatt: Das Verbreitungsgebiet reicht vom südlichen Tansania bis zum südlichen Afrika.[3]
- Aristea zeyheri Baker: Sie kommt nur auf Sandsteinhängen meist an feuchten Standorten von der Kap-Halbinsel bis zu den Hermanus-Bergen vor.

## Nutzung
Wenige Arten (Aristea capitata, Aristea ecklonii, Aristea africana, Aristea bakeri, Aristea inaequalis) werden in den Tropen und Subtropen als Zierpflanzen in Parks und Gärten verwendet. Sie werden meist durch Samen vermehrt.